# Xenisthmidae
Gli Xenisthmidae sono una famiglia di pesci ossei marini appartenenti all'ordine Gobiiformes.

## Distribuzione e habitat
Tutte le specie della famiglia vivono nell'Indo-Pacifico tropicale. Pesci molto costieri, sono tipici di fondi sabbiosi o ciottolosi nei pressi delle barriere coralline.

## Descrizione
Gli Xenisthmidae hanno corpo molto allungato, anguilliforme, abbastanza simile a quello dei ghiozzi. Hanno due pinne dorsali, la prima breve e con deboli raggi spinosi e la seconda più lunga e con raggi molli, La pinna anale è simile alla seconda dorsale. La pinna caudale ha bordo arrotondato. Il labbro inferiore ha il bordo esterno carnoso e libero.
Sono pesci di taglia piccolissima che solo non raggiungono i 4 cm. La maggior parte delle specie misura meno di 2,5 cm.

## Biologia
Poco nota. Sono animali molto timidi che passano gran parte del tempo nascosti nella tana.

## Specie
- Genere Allomicrodesmus
  - Allomicrodesmus dorotheae
- Genere Gymnoxenisthmus 
  - Gymnoxenisthmus tigrellus
- Genere Paraxenisthmus
  - Paraxenisthmus cerberusi
  - Paraxenisthmus springeri
- Genere Rotuma
  - Rotuma lewisi
- Genere Tyson
  - Tyson belos
- Genere Xenisthmus
  - Xenisthmus africanus
  - Xenisthmus balius
  - Xenisthmus chapmani
  - Xenisthmus chi
  - Xenisthmus clarus
  - Xenisthmus eirospilus
  - Xenisthmus polyzonatus
  - Xenisthmus semicinctus[2]